# Йоганнес Томас
Йоганнес Томас (нім. Johannes Thomas, 11 вересня 1949) — східнонімецький академічний веслувальник.
Срібний призер Олімпійських Ігор 1976 року в складі розпашної четвірки зі стерновим.